# Quatrième circonscription des Français établis hors de France
La quatrième circonscription des Français établis hors de France est une circonscription législative française couvrant les trois pays du Benelux, pour une population (à décembre 2011) de 162 080 Français inscrits sur les registres consulaires.
Elle est l'une des onze circonscriptions législatives des Français établis hors de France créées en 2010, à la faveur d'un redécoupage, et à la suite de la réforme constitutionnelle de 2008 qui permet aux Français établis hors de France d'élire des députés à l'Assemblée nationale (auparavant ils n'étaient représentés qu'au Sénat).

## Étendue territoriale
La quatrième circonscription des Français établis hors de France recouvre les pays suivants :
| Pays       | Inscrits sur le registre consulaire | Inscrits sur la liste électorale consulaire | %       |
| ---------- | ----------------------------------- | ------------------------------------------- | ------- |
| Belgique   | 109 426                             | 66 879                                      | 61,12 % |
| Luxembourg | 28 720                              | 16 686                                      | 58,10 % |
| Pays-Bas   | 23 934                              | 14 009                                      | 58,53 % |

## Députés
Le socialiste Philip Cordery est élu le 17 juin 2012 face à la candidate de l'UMP Marie-Anne Montchamp.
| Législature | Début de mandat | Fin de mandat | Député élu               | Parti politique | Parti politique | Observations | Suppléant        |
| ----------- | --------------- | ------------- | ------------------------ | --------------- | --------------- | ------------ | ---------------- |
| XIVe        | 20 juin 2012    | 18 juin 2017  | Philip Cordery           |                 | PS              |              | Hélène Le Moing  |
| XVe         | 18 juin 2017    | 21 juin 2022  | Pieyre-Alexandre Anglade |                 | LREM            |              | Dorothée Gruman  |
| XVIe        | 22 juin 2022    | 9 juin 2024   | Pieyre-Alexandre Anglade |                 | LREM            |              | Louise Coffineau |
| XVIIe       | 7 juillet 2024  | en cours      | Pieyre-Alexandre Anglade |                 | RE              |              | Louise Coffineau |

## Résultats électoraux

### Élections législatives de 2012
| Candidat       | Candidat                | Parti           | Premier tour | Premier tour | Second tour | Second tour |
| Candidat       | Candidat                | Parti           | Voix         | %            | Voix        | %           |
| -------------- | ----------------------- | --------------- | ------------ | ------------ | ----------- | ----------- |
|                | Philip Cordery          | PS              | 7 024        | 30,38        | 13 089      | 53,16       |
|                | Marie-Anne Montchamp    | UMP             | 4 891        | 21,15        | 11 533      | 46,84       |
|                | Perrine Ledan           | EELV            | 2 356        | 10,19        |             |             |
|                | Virginie Taittinger     | DVD-UCD         | 1 756        | 7,59         |             |             |
|                | Tanguy Le Breton        | App Modem       | 1 554        | 6,72         |             |             |
|                | Sophie Duval            | FN              | 1 357        | 5,87         |             |             |
|                | Georges-Francis Seingry | RFE (UMP diss.) | 1 169        | 5,06         |             |             |
|                | Charlotte Balavoine     | FG              | 970          | 4,19         |             |             |
|                | Dominique Paillé        | ARES-PR         | 645          | 2,79         |             |             |
|                | Stéphane Buffetaut      | PCD             | 453          | 1,96         |             |             |
|                | Pablo Martin Gomez      | Parti pirate    | 312          | 1,35         |             |             |
|                | Ruben Mohedano-Brèthes  | AC              | 296          | 1,28         |             |             |
|                | Nadia Bourahla          | PRG-GE          | 181          | 0,78         |             |             |
|                | Guillaume Dubost        | SP              | 99           | 0,43         |             |             |
|                | Élisabeth Chevalier     | RIC             | 40           | 0,17         |             |             |
|                | Élisabeth Valenti       | SE              | 21           | 0,09         |             |             |
|                |                         |                 |              |              |             |             |
| Inscrits       | Inscrits                | Inscrits        | 96 959       | 100,00       | 96 964      | 100,00      |
| Abstentions    | Abstentions             | Abstentions     | 73 627       | 75,94        | 71 722      | 73,97       |
| Votants        | Votants                 | Votants         | 23 332       | 24,06        | 25 242      | 26,03       |
| Blancs et nuls | Blancs et nuls          | Blancs et nuls  | 210          | 0,90         | 620         | 2,46        |
| Exprimés       | Exprimés                | Exprimés        | 23 122       | 99,10        | 24 622      | 97,54       |

### Élections législatives de 2017
|                                                                                                   |                                                                                         |                          |                          |                          |                          |
|                                                                                                   |                                                                                         | Premier tour 4 juin 2017 | Premier tour 4 juin 2017 | Second tour 18 juin 2017 | Second tour 18 juin 2017 |
|                                                                                                   |                                                                                         |                          |                          |                          |                          |
|                                                                                                   |                                                                                         | Nombre                   | % des inscrits           | Nombre                   | % des inscrits           |
| Inscrits                                                                                          | Inscrits                                                                                | 122 765                  | 100,00                   | 122 756                  | 100,00                   |
| Abstentions                                                                                       | Abstentions                                                                             | 94 943                   | 77,34                    | 97 262                   | 79,23                    |
| Votants                                                                                           | Votants                                                                                 | 27 822                   | 22,66                    | 25 494                   | 20,77                    |
|                                                                                                   |                                                                                         |                          | % des votants            |                          | % des votants            |
| Bulletins blancs                                                                                  | Bulletins blancs                                                                        | 68                       | 0,24                     | 710                      | 2,78                     |
| Bulletins nuls                                                                                    | Bulletins nuls                                                                          | 90                       | 0,32                     | 182                      | 0,71                     |
| Suffrages exprimés                                                                                | Suffrages exprimés                                                                      | 27 664                   | 99,43                    | 24 602                   | 96,50                    |
|                                                                                                   |                                                                                         |                          |                          |                          |                          |
| Candidat Étiquette politique (partis et alliances)                                                | Candidat Étiquette politique (partis et alliances)                                      | Voix                     | % des exprimés           | Voix                     | % des exprimés           |
|                                                                                                   |                                                                                         |                          |                          |                          |                          |
|                                                                                                   | Pieyre-Alexandre Anglade La République en marche                                        | 14 461                   | 52,27                    | 18 138                   | 73,73                    |
|                                                                                                   | Sophie Rauszer La France insoumise                                                      | 3 030                    | 10,95                    | 6 464                    | 26,27                    |
|                                                                                                   | Perrine Ledan Écologiste                                                                | 2 706                    | 9,78                     |                          |                          |
|                                                                                                   | Valérie Bros Les Républicains                                                           | 2 512                    | 9,08                     |                          |                          |
|                                                                                                   | Philip Cordery (député sortant) Parti socialiste                                        | 1 737                    | 6,28                     |                          |                          |
|                                                                                                   | Soraya Lemaire Front national                                                           | 865                      | 3,13                     |                          |                          |
|                                                                                                   | Caroline Laporte Union des démocrates et indépendants                                   | 781                      | 2,82                     |                          |                          |
|                                                                                                   | Muriel Réus Divers droite (577 Les indépendants)                                        | 395                      | 1,43                     |                          |                          |
|                                                                                                   | Denys Dhiver Divers droite (Parti chrétien-démocrate)                                   | 380                      | 1,37                     |                          |                          |
|                                                                                                   | Olivier Rasson Divers (Union populaire républicaine)                                    | 161                      | 0,58                     |                          |                          |
|                                                                                                   | Yves Gernigon Divers (Parti fédéraliste européen - France écologie - La France qui ose) | 148                      | 0,53                     |                          |                          |
|                                                                                                   | Juliette Saumier Divers (Parti pirate)                                                  | 126                      | 0,46                     |                          |                          |
|                                                                                                   | Claire des Mesnards Divers (Demain en commun)                                           | 119                      | 0,43                     |                          |                          |
|                                                                                                   | Yann Pereira Divers (#MaVoix)                                                           | 83                       | 0,30                     |                          |                          |
|                                                                                                   | Philippe Lanney Extrême droite (Front des Patriotes républicains)                       | 81                       | 0,29                     |                          |                          |
|                                                                                                   | Bertrand de Cordier Divers gauche (Mouvement des progressistes)                         | 41                       | 0,15                     |                          |                          |
|                                                                                                   | Frédérique Plaisant Parti radical de gauche (Génération écologie)                       | 26                       | 0,09                     |                          |                          |
|                                                                                                   | Sylvain Bleubar Divers                                                                  | 12                       | 0,04                     |                          |                          |
| Source : Ministère de l'Intérieur - Quatrième circonscription des Français établis hors de France |                                                                                         |                          |                          |                          |                          |

### Élections législatives de 2022
| Résultats des élections législatives des 12 et 19 juin 2022 de la 4e circonscription des Français de l'Étranger |                          |                                            |                          |              |              |             |             |
| Candidat | Candidat                 | Parti et coalition                         | Nuance                   | Premier tour | Premier tour | Second tour | Second tour |
| Candidat | Candidat                 | Parti et coalition                         | Nuance                   | Voix         | %            | Voix        | %           |
| | Pieyre-Alexandre Anglade | LREM (ENS)                                 | ENS                      | 16 597       | 38,93        | 25 694      | 55,15       |
| | Cécilia Gondard (d)      | PS (NUPES)                                 | NUP                      | 13 842       | 32,47        | 20 893      | 44,85       |
| | Geneviève Machicote      | LR (UDC)                                   | LR                       | 2 510        | 5,89         |             |             |
| | Marie-Josée Mabasi       | UCE (ÉMP)                                  | DVC                      | 2 244        | 5,26         |             |             |
| | Anne-Catherine Girard    | REC                                        | REC                      | 2 148        | 5,04         |             |             |
| | Cédric Deverchère        | Volt                                       | DIV                      | 1 600        | 3,75         |             |             |
| | Emmanuelle Cuignet       | RN                                         | RN                       | 1 402        | 3,29         |             |             |
| | Catherine Coutard        | MRC (Fédération de la gauche républicaine) | DVG                      | 1 021        | 2,39         |             |             |
| | Valentin Thévenot        | PA                                         | DIV                      | 647          | 1,52         |             |             |
| | Gaëlle Cronel            | PP                                         | DIV                      | 625          | 1,47         |             |             |
| Votes valides                                                                                                   | Votes valides            | Votes valides                              | Votes valides            | 42 636       | 98,99        | 46 587      | 96,52       |
| Votes blancs | Votes blancs             | Votes blancs                               | Votes blancs             | 405          | 0,94         | 1 615       | 3,35        |
| Votes nuls | Votes nuls               | Votes nuls                                 | Votes nuls               | 28           | 0,07         | 67          | 0,14        |
| Total | Total                    | Total                                      | Total                    | 43 069       | 100          | 48 269      | 100         |
| Abstention | Abstention               | Abstention                                 | Abstention               | 105 127      | 70,94        | 99 902      | 67,42       |
| Inscrits / participation                                                                                        | Inscrits / participation | Inscrits / participation                   | Inscrits / participation | 148 196      | 29,06        | 148 171     | 32,58       |

### Élections législatives de 2024
| Candidat                 | Candidat                 | Parti et coalition       | Nuance                   | Premier tour | Premier tour | Second tour | Second tour |
| Candidat                 | Candidat                 | Parti et coalition       | Nuance                   | Voix         | %            | Voix        | %           |
| ------------------------ | ------------------------ | ------------------------ | ------------------------ | ------------ | ------------ | ----------- | ----------- |
|                          | Cécilia Gondard          | PS (NFP)                 | UG                       | 27 898       | 37,45        | 36 127      | 49,76       |
|                          | Pieyre-Alexandre Anglade | RE (ENS)                 | ENS                      | 26 410       | 35,46        | 36 476      | 50,24       |
|                          | Charlotte Beaufils       | RN                       | RN                       | 6 736        | 9,04         |             |             |
|                          | Geneviève Machicote      | LR                       | LR                       | 4 604        | 6,18         |             |             |
|                          | Juliette de Causans      | EEE                      | DVC                      | 4 318        | 5,80         |             |             |
|                          | Sacha Courtial           | Volt                     | DVG                      | 1 563        | 2,00         |             |             |
|                          | Patrick Brisset          | NÉ                       | DVD                      | 1 492        | 2,00         |             |             |
|                          | Anne-Catherine Girard    | REC                      | REC                      | 1 001        | 1,34         |             |             |
|                          | Aude Rossolini           | DNM                      | DIV                      | 463          | 0,62         |             |             |
|                          |                          |                          |                          |              |              |             |             |
| Votes valides            | Votes valides            | Votes valides            | Votes valides            | 74 485       | 98,92        | 72 603      | 95,07       |
| Votes blancs             | Votes blancs             | Votes blancs             | Votes blancs             | 713          | 0,95         | 3 609       | 4,73        |
| Votes nuls               | Votes nuls               | Votes nuls               | Votes nuls               | 99           | 0,13         | 152         | 0,20        |
| Total                    | Total                    | Total                    | Total                    | 75 297       | 100          | 76 365      | 100         |
| Abstention               | Abstention               | Abstention               | Abstention               | 82 742       | 52,36        | 81 670      | 51,68       |
| Inscrits / participation | Inscrits / participation | Inscrits / participation | Inscrits / participation | 158 039      | 47,64        | 158 035     | 48,32       |